# Mao mạch
Mao mạch là các mạch máu và mạch bạch huyết (lymph vessel) nhỏ nhất của một cơ thể. Các mao mạch là nơi đảm bảo chức năng chính của hệ mạch, đó là nơi xảy ra sự trao đổi nước, 02, C02, chất dinh dưỡng và các chất thải giữa máu và các mô xung quanh chúng.. Mao mạch bạch huyết kết nối với các mạch bạch huyết lớn hơn để thoát bạch huyết thu thập được trong vi tuần hoàn.

## Cấu trúc mao mạch máu
Các tiểu động mạch phân nhánh thành các mao mạch, các mao mạch tạo thành những mạng đi vào các cơ quan. Hệ mao mạch gồm các mao mạch thực sự, là những mạch máu dài và mỏng (thành dày 0,5 µm, đường kính mao mạch 5 tới 10 µm). Đầu mao mạch có cơ vòng tiền mao mạch, kiểm soát lượng máu đi vào mao mạch. Thành mao mạch là lớp tế bào nội mô, bên ngoài là màng đáy. Giữa các tế bào nội mô có những khe nhỏ đi xuyên qua thành mao mạch, đường kính khoảng 6-7 nm, nó chiếm không hơn 1/1000 tổng diện tích mao mạch. Phần lớn nước và chất điện giải có thể đi qua khe dễ dàng. Ngoài ra trong lớp tế bào nội mô có những bọc ẩm bào. Các bọc này được hình thành ở một mặt của tế bào và di chuyển chậm qua lớp tế bào nội mô, vận chuyển các chất đi qua màng mao mạch. Có khoảng 10.000 triệu mao mạch và tổng diện tích trao đổi khoảng 500-700m2.

## Cấu trúc mao mạch bạch huyết
Các mạch bạch huyết là thiết yếu cho việc duy trì cân bằng thể dịch. Các thể dịch có khuynh hướng chảy ra khỏi các mao mạch máu đi qua các khoang mô vào các mao mạch bạch huyết,là các ống nhỏ, bít một đầu, để trở thành bạch huyết. Các mao mạch bạch huyết, thiết yếu cho việc duy trì cân bằng thể dịch, có ở hầu khắp các mô trong cơ thể, ngoại trừ ở thần kinh trung ương, tủy xương và các mô không có tưới máu, như sụn, biểu bì và giác mạc. Các mao mạch bạch huyết khác với các mao mạch máu ở chỗ chúng không có lớp màng nền và các tế bào biểu mô đơn giản có hình vảy hơi chồng lên nhau và tế bào này đính vào tế bào kia một cách lỏng lẻo. Mao mạch bạch huyết có tính thấm hơn rất nhiều so với mao mạch máu. Biểu mô ở mao mạch bạch huyết hoạt động như một loạt van mở theo một hướng cho phép thể dịch vào được mao mạch bạch huyết mà không cho trôi ngược trở ra khoang dịch kẽ.